# The Rolling Stones (EP)
The Rolling Stones är den brittiska rockgruppen The Rolling Stones debut-EP, utgiven i januari 1964 på Decca Records.

## Låtlista

### Sida A
1. "Bye Bye Johnny" (Chuck Berry) – 2:09
2. "Money" (Berry Gordy Jr., Janie Bradford) – 2:31

### Sida B
1. "You Better Move On" (Arthur Alexander) – 2:39
2. "Poison Ivy" (Jerry Leiber, Mike Stoller) – 2:06